# جوجو سادانوری
جوجو سادانوری (به ژاپنی: 上条 定憲 じょうじょう さだのり); نامشخص – ۱ ژانویهٔ ۱۵۳۶، یک سامورایی رهبر خاندان کامیچو اوئه‌سوگی (上条上杉家)  و صاحب قلعه کامیجو در ولایت اچیگو در دوره سنگوکو در ژاپن بود.